# James Allison
James Allison (Louth, 22 de fevereiro de 1968), é um projetista e engenheiro britânico que atualmente ocupa o cargo de diretor técnico da equipe de Fórmula 1 da Mercedes. Entre 2010 e 2016, exerceu o cargo de diretor técnico das equipes de Fórmula 1 da Renault e da Ferrari.

## Carreira

### Benetton, Larrousse e Ferrari (1991-2005)
Allison estudou na Abingdon School e Cambridge. Depois de se formar em Cambridge em 1991, entrou para o departamento de aerodinâmica da equipe de Fórmula 1 Benetton. Após dois anos na Benetton, Allison se mudou para a equipe da Larrousse como chefe de aerodinâmica antes de retornar a Benetton como chefe de aerodinâmica em meados dos anos 1990. Em 2000, mudou-se para a Ferrari, onde permaneceu por cinco anos.

### Renault/Lotus (2005-2013)
Em 2005, Allison se transferir para a Renault F1 Team no papel de diretor técnico adjunto. Ele tornou-se diretor técnico da equipe em 2009. Em 2011, a Renault F1 Team transformou-se na Lotus Renault GP antes de se tornar a Lotus F1 Team em 2012. Em 8 de maio de 2013, Allison deixou o cargo de diretor técnico da Lotus F1 Team para ser substituído por Nick Chester.

### Retorno à Ferrari (2013-2016)
Em 29 de julho de 2013, Allison retornou oficialmente a Ferrari como diretor técnico de chassis e depois como diretor técnico até julho de 2016. Em 27 de julho de 2016, ele deixou o cargo de diretor técnico na Scuderia Ferrari após uma tragédia pessoal.

### Mercedes-AMG (2017-presente)
Em 16 de fevereiro de 2017, a Mercedes anunciou a contratação de Allison. Ele começou a trabalhar na equipe alemã no início de março no recém-criado cargo de diretor técnico, após a saída do executivo Paddy Lowe.
Em 9 de abril de 2021, a equipe Mercedes anunciou que James Allison deixaria o cargo de diretor técnico e assumiria a função de chefe do departamento técnico em 1 de julho. Com seu antigo cargo sendo ocupado por Mike Elliott. Entretanto, em 21 de abril de 2023, foi anunciado que Allison trocou de funções com Elliott, que se tornou o chefe do departamento técnico, enquanto Allison se retornou ao cargo de diretor técnico da equipe. Em janeiro de 2024, foi divulgado que Allison assinou um contrato de longo prazo com a Mercedes.